# New York Central Tugboat 13

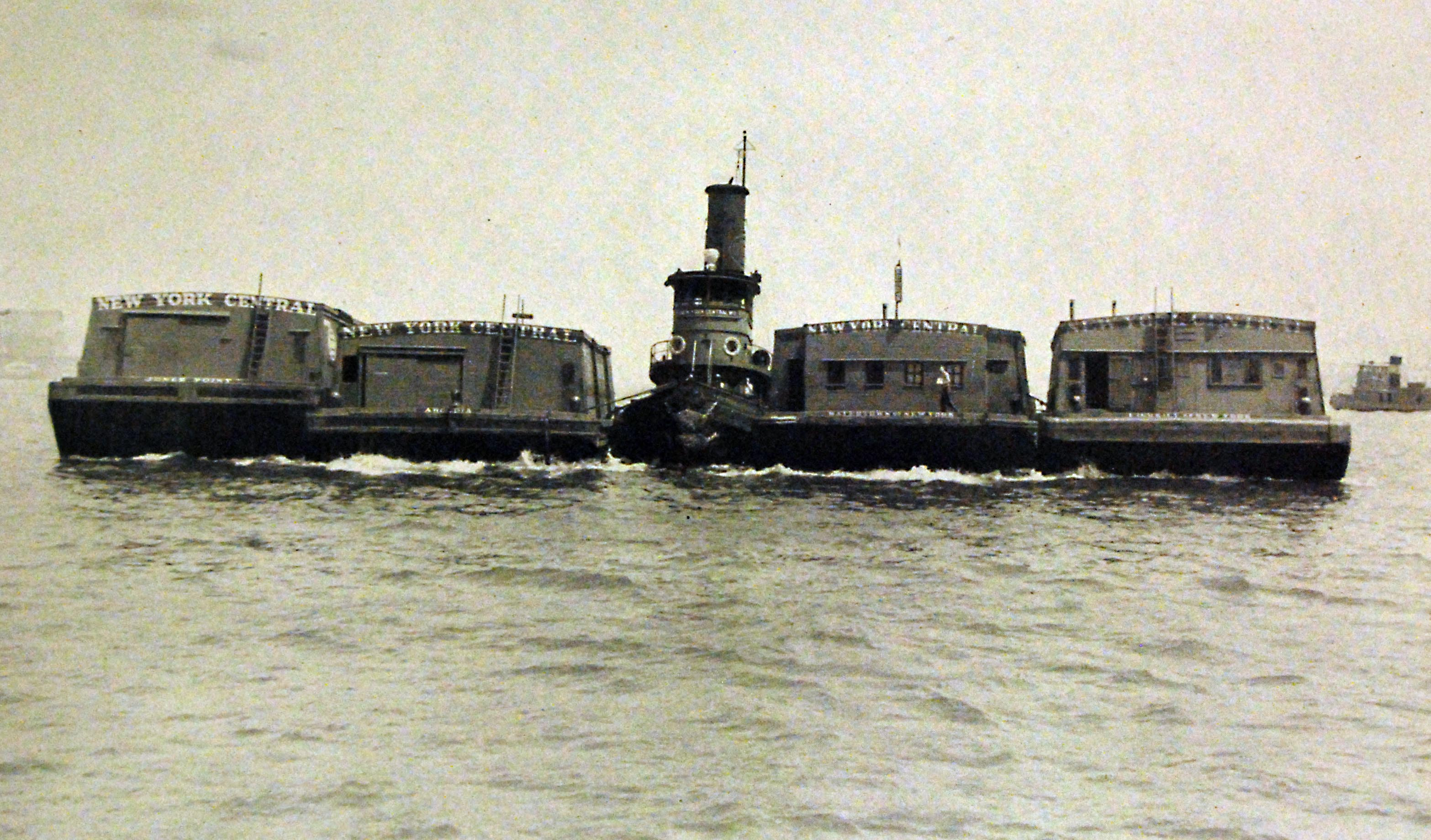
Bogserbåt med pråmar i New York.

New York Central Railroad Tugboat No. 13 var en bogserbåt byggd 1887 i Camden, New Jersey av John A. Dialogue and Sons för att dra tågpråmar åt järnvägsbolaget New York Central Railroad i New Yorks hamnar. Hon lades upp 2002 och genomgick senare en omfattande renovering hos Garpo Marine i Tottenville, Staten Island.
När bogserbåten byggdes fick hon en ångmaskin på 232 hästkrafter. Ångmaskinen blev  på 1950-talet utbytt mot två General Motors 6-110 dieselmotorer. Skrovet var nitat och gjort i smidesjärn.
Bogserbåten höggs upp 2017.